# Kowale Pańskie (gmina)
Kowale Pańskie (od 1973 Kawęczyn) – dawna gmina wiejska istniejąca do 1954 roku w woj. łódzkim i poznańskim. Siedzibą władz gminy były Kowale Pańskie.
W okresie międzywojennym gmina Kowale Pańskie należała do powiatu tureckiego w woj. łódzkim. 1 października 1937 roku do gminy Kowale Pańskie przyłączono części obszarów zniesionych gmin Skarżyn, Pęcherzew i Tokary, natomiast część obszaru gminy Kowale Pańskie weszła w skład nowo utworzonej gminy Dobra. Gmina Kowale Pańskie była jedną z zaledwie 3 gmin powiatu tureckiego (obok gmin Niewiesz i Goszczanów), które przetrwały reformę gminną w 1937 roku, w związku z którą zniesiono 16 gmin wiejskich, a w ich miejsce utworzono 7 nowych; jednak zmieniło się jej terytorium. 1 kwietnia 1938 roku gminę wraz z całym powiatem tureckim przeniesiono do woj. poznańskiego.
Po wojnie gmina zachowała przynależność administracyjną. Według stanu z dnia 1 lipca 1952 roku gmina składała się z 33 gromad: Będziechów, Ciemień, Czachulec Nowy, Czachulec Stary, Czajków, Dzierzbotki, Kaczki Średnie, Kawęczyn, Kowale Księże, Kowale Pańskie, Kowale Pańskie kol., Leśnictwo, Marcinów, Marcjanów, Marianów, Marianów kol., Mikulice, Milejów, Miłaczew, Miłaczewek, Młodzianów, Młyny Miłaczewskie, Nowy Świat, Potworów, Siedliska, Skarzyn, Skarzyn kol., Stefanów, Tokary I, Tokary II, Wietchinin, Wojciechów i Żdżary.
Jednostka została zniesiona 29 września 1954 roku wraz z reformą wprowadzającą gromady w miejsce gmin. Po reaktywowaniu gmin z dniem 1 stycznia 1973 roku gminy Kowale Pańskie nie przywrócono, utworzono natomiast jej terytorialny odpowiednik, gminę Kawęczyn.